# Коса Гора
54°07′59.1″ пн. ш. 37°33′39.1″ сх. д. / 54.133083° пн. ш. 37.560861° сх. д.
Коса Гора (рос. Косая Гора) — колишнє селище міського типу у Тульській області РФ, з 2005 року — мікрорайон у Привокзальному районі міста Тула. Населення селища у 2002 році становило 18131 особу. У мікрорайоні розташований Косогорський металургійний завод.

## Історія
Роком заснування селища Коса Гора вважається 1886 рік, коли у селі Судакове, що пізніше ввійшло до складу Косої Гори, російсько-бельгійським акціонерним товариством було розпочато будівництво Судаковського металургійного заводу, що почав роботу 1887 року.
З 15 лютого 1944 року по 12 січня 1965 року селище було центром Косогорського району. З 1977 року — селище у підпорядкуванні Привокзального району міста Тули. 2005 року як мікрорайон ввійшло до складу Привокзального району Тули.

## Географія
Мікрорайон розташований на південь від центру Тули, на річці Воронка, притоці Упи (басейн Оки), у 3 км від залізничної станції Ясна Поляна (на лінії Тула — Орел). Коса Гора включає в себе колишні села Судакове, Косове, Верхня і Нижня Стрекаловка. До 2008 року селище було зв'язане з Тулою трамвайним і автобусним сполученням (7 км), потім маршрут тульского трамваю № 4 було закрито.

## Населення
- 1970 — приблизно 21000 осіб,[3]
- 2002 — 18131 особа.[1]